# Języki romskie
Uzasadnienie:  Ten artykuł przedstawia tylko hipotezy klasyfikacyjne, tamten omawia inne aspekty języka / języków / dialektów, ale bez tych hipotez. Ponadto ten artykuł nie ma odpowiednika w innych wersjach Wikipedii. 
Języki romskie – podgrupa językowa w obrębie języków indoaryjskich (indyjskich).

## Klasyfikacja wewnętrzna

### Klasyfikacja Merritta Ruhlena
Języki indyjskie
- Języki syngalesko-malediwskie
- Języki północnoindyjskie
- Języki romskie
  - Język romski

### Klasyfikacja Ethnologue
Języki indoaryjskie
- Języki indoaryjskie wewnętrzne
  - Języki indoaryjskie zachodnie
    - Języki bhili
    - Języki dom
    - Języki gudźarati
    - Języki khandesi
    - Języki pahari
    - Języki pendżabskie
    - Języki radżastani
    - Języki romskie
      - Języki romskie bałkańskie
        - Język romski bałkański

      - Języki romskie północne
        - Język romski bałtycki
        - Język romski karpacki
        - Język kalo
        - Język sinti
        - Język romski walijski

      - Języki vlax
        - Język vlax